# Істочник (Ульяновська область)
Істочник (рос. Источник) — селище в Цильнинському районі Ульяновської області Російської Федерації.
Населення становить 85 осіб. Входить до складу муніципального утворення Новонікулинське сільське поселення.

## Історія
Від 2004 року входить до складу муніципального утворення Новонікулинське сільське поселення.

## Населення
| 2010 |
| ---- |
| 85   |